# Gerlos
Gerlos je obec v Rakousku ve spolkové zemi Tyrolsko v okrese Schwaz.
Žije zde 805 obyvatel.